# Atsuko Yuya
Atsuko Yuya (湯屋 敦子 Yuya Atsuko?,  nacida el 1 de septiembre de 1968) es una  seiyū japonesa que trabaja para Gekidan Subaru. Proviene de la ciudad de Nagasaki. 

## Roles notables

### TV Anime
- Angel Hear (Haruka Kōnomi)
- Kita e. ~Diamond Dust Drops~ (Yūki)
- Zoids: Fuzors (Sandra)
- Tantei Gakuen Q (Miri Murasaki)
- Daphne in the Brilliant Blue (Primera Ministro)
- Hikaru no Go (Chieko Sakurano)
- Maria-sama ga Miteru (Eiko Hoshina)
- Midori no Hibi (Rin Sawamura)
- Detective Conan (Oficial Satō Miwako)
- Yakitate!! Japan (Yukino)
- Bleach (Jackie Tristan)

### OVA
- Final Flight of the Osiris (Jue)
- Detective Conan:16 Suspects (Oficial Satō)

### Películas de Anime
- Detective Conan: Testigo presencial (Oficial Satō)
- Detective Conan: Cruce en la antigua capital (Oficial Satō)
- Detective Conan: Estrategia sobre las profundidades(Oficial Satō)
- Detective Conan: El réquiem de los detectives (Oficial Sato)
- Detective Conan: La bandera pirata en el profundo océano (Oficial Sato)
- Detective Conan: La partitura del miedo (Oficial Sato)
- Detective Conan: El perseguidor negro (Oficial Sato)
- Detective Conan: El barco perdido en el cielo (Oficial Sato)

### Doblaje japonés
- Cobra Kai voz de Amanda LaRusso